# Кухмістр великий литовський
Кухмістр великий литовський (лат. magister culinae Magni Ducatus Lithuaniae) — уряд дворський Великого князівства Литовського Речі Посполитої.

## Історія
Посада відома з кінця XIV століття, 1409 року кухмістр згадується при дворі князя Вітовта. 1569 року уряд ліквідований, 1576 року поновлений. У Речі Посполитій існували окремі уряди кухмістра коронного та кухмістра литовського, який з часів Люблінської унії називався кухмістром Великого князівства Литовського. З кінця XVII століття стала дигнітарською.

## Обов'язки
Спочатку до його компетенції входило управління великокнязівською кухнею та кухонним персоналом. Він доглядав за кухонним обладнанням та особистим накриттям для володаря. Під час бенкетів він повинен був стояти біля великого князя, оголошувати подану страву, перевіряти і знати якість та смак страв, за бажанням монарха повідомляти його про це. Номінально керував стольником, підстолієм, крайчим, чашником, підчашим і пивничим. Пізніше слідкував також за лісами, в котрих полював великий князь, керував полюванням.

## Деякі відомі кухмістри великі литовські
- Григорій Казимир Подберезький (з 1663 р.)